# فیستر (آریزونا)
فیستر (به انگلیسی: Feaster) یک منطقهٔ مسکونی در ایالات متحده آمریکا است که در آریزونا واقع شده‌است. فیستر ۲٬۵۰۳ متر بالاتر از سطح دریا واقع شده‌است.